# Ghetto Zwoleń
Das Ghetto Zwolen war ein während der deutschen Besetzung Polens eingerichtetes Ghetto in Zwoleń, im Distrikt Radom des Generalgouvernements. Die Ghettos zur Zeit des Nationalsozialismus waren Teil des Systems der Konzentrationslager im Deutschen Reich.
Anfang 1941 wurden im Ghetto etwa 6000 bis 7000 Juden zusammengeführt. Am 29. September 1942 wurde das Ghetto liquidiert und die restlichen Ghettobewohner wurden in das Vernichtungslager Treblinka deportiert.